# 長榮集團
長榮集團（英語：EVERGREEN Group）是臺灣一個以運輸產業為核心的企業集團，該集團始建於1968年，由長榮海運多角化發展而來。今日該集團包括長榮海運、長榮國際儲運、長榮航空、立榮航空、長榮國際、長榮航太科技、長榮空廚、長榮國際連鎖酒店、長榮鋼鐵、長榮警備保全、長榮空運倉儲、長友營造、新桃電廠、長汎旅行社。該集團現為中央再保險公司最大股東，在台灣高速鐵路公司、臺北港貨櫃碼頭公司（臺碼）也持有部份股權。

## 旗下企業

### 海運物流事業

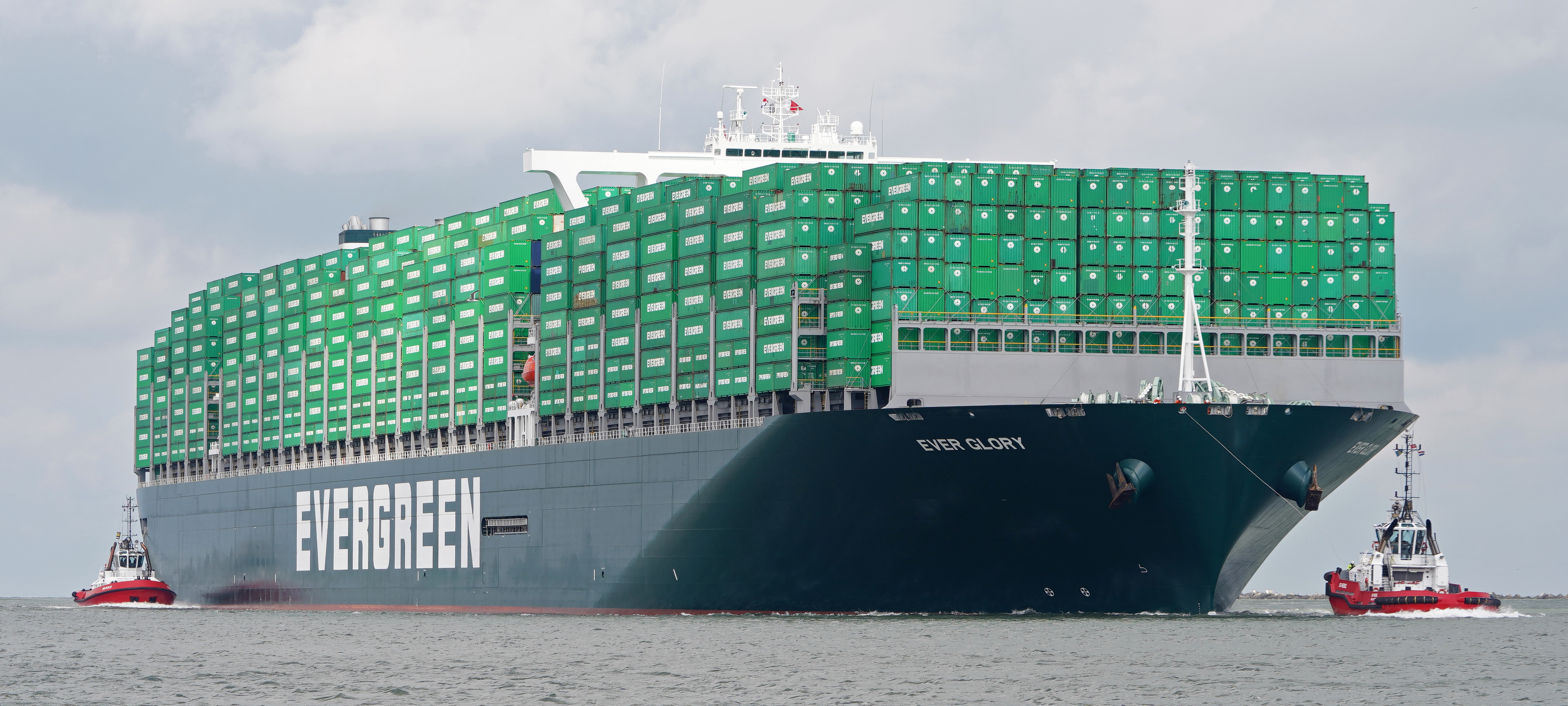
長榮海運貨櫃船

- 長榮海運
- 義大利海運

### 陸運物流事業
- 長榮國際儲運
- 長榮物流
- 環世國際物流
- Evergreen Line
- Shipmentlink

### 空運物流事業

長榮航空

- 長榮航空
- 立榮航空
- 長榮航太科技
- 長榮空運倉儲
- 長榮航勤
- 長異發動機維修公司
- 長榮空廚

### 金融保險事業
- 無創設金融公司，惟目前是中央再保險公司的最大股東。

### 遊憩休閒事業
- 長榮國際連鎖酒店
- 長汎旅行社(長汎假期)

### 商務開發事業
- 長榮開發
- 長友營造
- 長榮鋼鐵
- 榮眾科技
- 長榮國際機電機
- 欣榮企業股份有限公司（焚化爐）
- 新桃電力（電廠）
- 長衡電池

### 保全事業
- 長榮警備保全（原長榮保全）

### 日本分公司

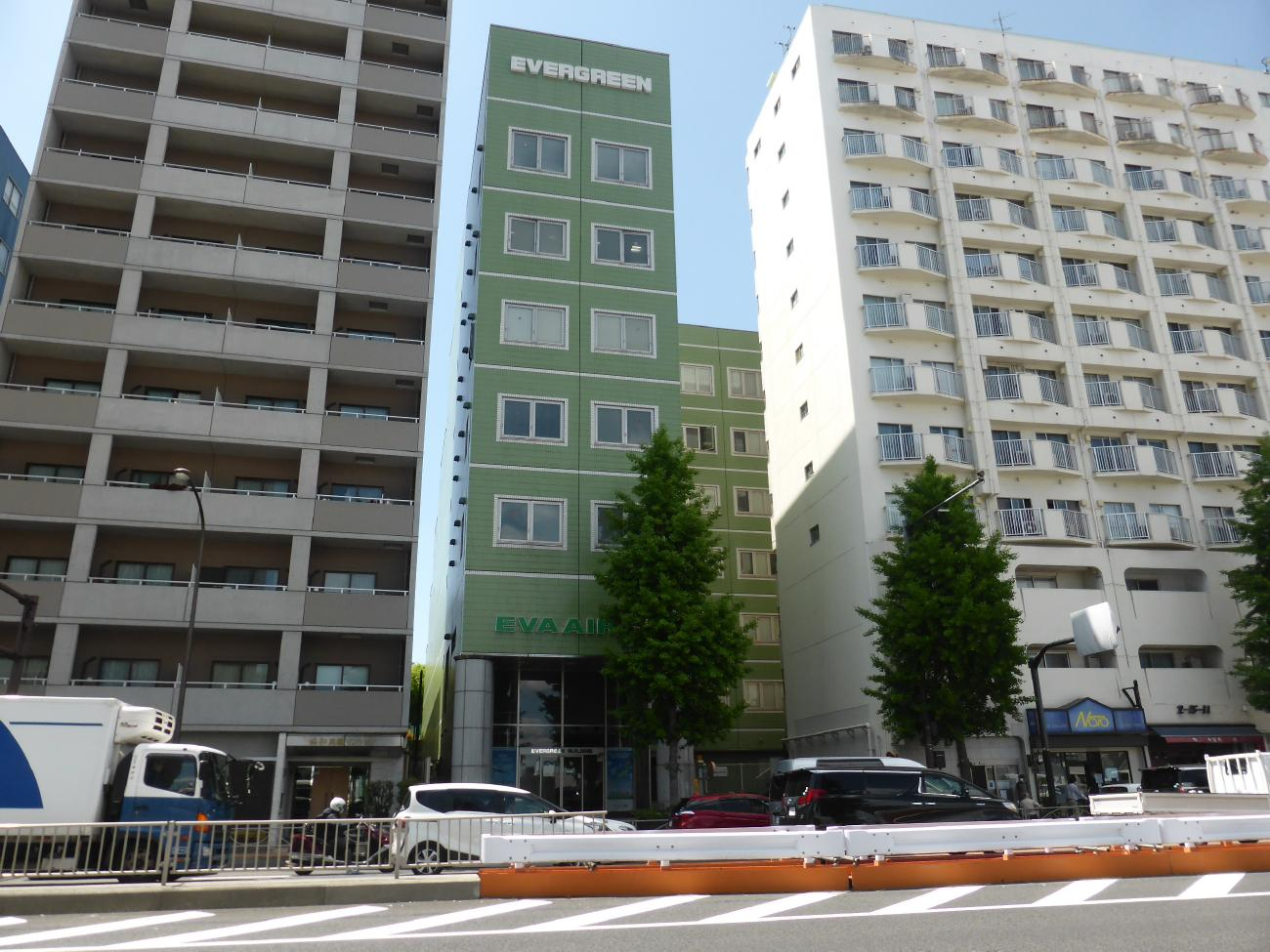
長榮集團日本分公司大楼

- 住所：東京都港區高輪二丁目15-2

### 文教公益事業
- 長榮交響樂團
- 長榮海事博物館

### 基金會

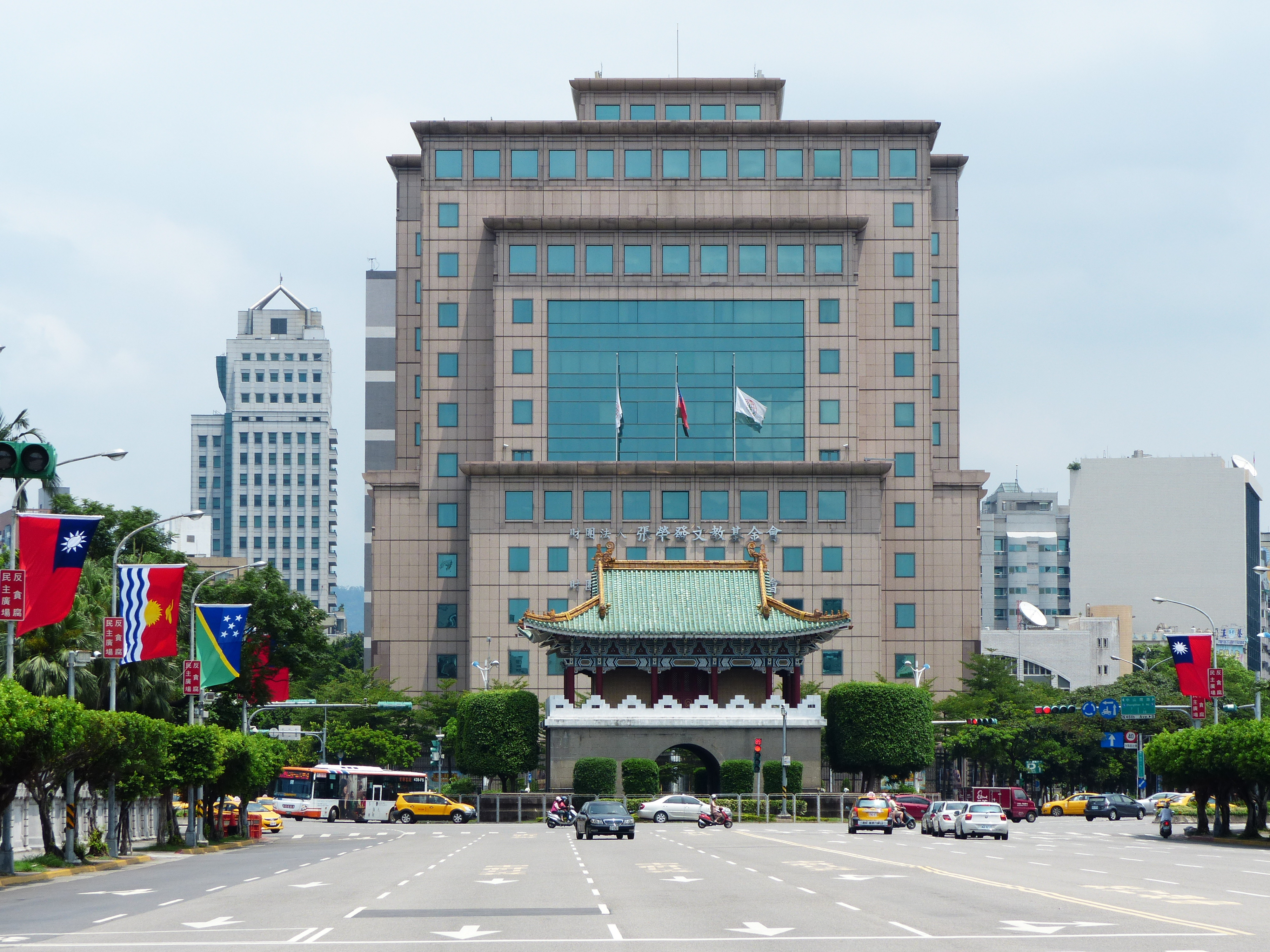
張榮發基金會與長榮海事博物館

- 財團法人張榮發基金會

## 外部連結
- 長榮集團（繁體中文）（英文）